# Antonio Lloret Bastidas
Antonio Lloret Bastidas (Cuenca, Ecuador, 5 de febrero de 1920 - Cuenca, 5 de noviembre de 2000) escritor, poeta e investigador ecuatoriano. Trabajó todos los días hasta la víspera de su muerte en su oficio de escritor y poeta.

## Biografía
Fue hijo de Víctor Lloret Terreros y de Etelvina Bastidas Lloret. Cursó las primeras letras en la Escuela Luis Cordero y en la San José, de Cuenca y el bachillerato en la Escuela Normal Manuel J. Calle, graduándose como bachiller en CC. de la Información y "profesor normalista". 
Comenzó su carrera como maestro nacional en 1940, en la escuela Zhaglli, mientras en paralelo comenzaba a escribir poesía. Asimismo, se unió a una asociación socialista, que habían fundado Carlos Cueva Tamariz, Luis Monsalve Pozo y Rafael Galarza Arízaga. En 1961 tras un cambio de gobierno, el nuevo ministro de educación, Gonzalo Abad Grijalva, lo nombró maestro del colegio Manuela Garaycoa

## Carrera Docente
En 1957 se licenció en Humanidades Modernas, obtenido en la Facultad de Filosofía y Letras de en la Universidad de Cuenca.
En 1942 ganó el concurso de Cuento y Prosa literaria promovido por el diario cuencano “El Mercurio”. En 1948 publicó su primer libro de poesía: Parábola del Corazón Cardinal. Desde entonces nunca dejó de escribir y publicar, con el patrocinio de la Universidad de Cuenca, la Casa de la Cultura Ecuatoriana, la I. Municipalidad de Cuenca, el H. Consejo Provincial del Azuay, entre otras entidades.
Ejerció la docencia primaria, secundaria y superior durante cuarenta años; desde 1939 hasta 1979. Fue profesor en diferentes escuelas del Azuay. En 1960 el Ministerio de Educación le nombró profesor del colegio Manuela Garaicoa de Calderón. Fue también profesor del colegio universitario Fray Vicente Solano y del Herlinda Toral. Fue nombrado Supervisor Nacional de Educación Media y Subdirector General de Educación del Austro. En 1954 ejerció el profesorado en el colegio Ismael Pérez Pazmiño, en la ciudad de Machala. Durante dos años mantuvo la cátedra de Literatura Contemporánea en la Universidad de Cuenca y luego ejerció el rectorado del Colegio Nacional Ciudad de Cuenca, durante cinco años. En 1979 el Ministerio de Educación le otorgó la Condecoración al Mérito Educativo de Primera Clase.

## Carrera Literaria
Paralelamente a su carrera docente, Antonio Lloret Bastidas hizo su carrera literaria. En 1947 ganó el Premio Nacional de Poesía en la Fiesta de la Lira de Cuenca con su largo poema “Romancero de la Gesta Civil”, que canta a las Montoneras Azuayas de 1896.
En septiembre de 1960 ganó el Primer Premio Nacional de Poesía realizado por el diario guayaquileño “El Universo” de Guayaquil, con su libro “Imagen y Memoria de la Poesía”. A partir de los años de 1950 hasta finales del siglo XX, su producción literaria se mantuvo constante y variada. Sus últimos años dedicó su talento de escritor a la prosa, a la crítica literaria y a la investigación de la historia nacional. Se destacan los siguientes libros: “Roberto Andrade el atormentado por la Libertad”; “Montalvo y una glosa a las Catilinarias”; “La Pasión y el Combate” (biografía crítica e histórica); “El Fuego de Prometeo” (historia y biografía del magisterio azuayo); “Motivos de la Poesía Cuencana” que hace relación a la poesía de su generación de 1945, conocida como el Grupo ELAN.
En 1975 participa en el Primer Concurso de Novela Nacional convocado por la Casa de la Cultura Ecuatoriana, con su novela “Los signos de la llama” que, mereció el voto de Jorge Luis Borges, para el primer premio. Escribió y publicó 2 tomos de “Cuencanerias” que narra hechos y sucesos de Cuenca. En 1981 inicia la publicación de “Antología de la Poesía Cuencana”, que comprende cuatro volúmenes, con un total de 1300 páginas de un estudio detenido y crítico de la poesía de Cuenca, desde sus orígenes, durante la Colonia en los siglos XVII XVIII, hasta la poesía contemporánea que avanza hasta 1970. En biografía ha publicado estudios sobre Honorato Vásquez, Manuel J. Calle, y José Peralta.
Ejerció el periodismo de opinión desde 1950 hasta 1984: fue jefe de redacción y columnista de diario “El Mercurio (Ecuador)” de Cuenca; editorialista y redactor de diario “El Tiempo” de la misma ciudad y colaboró en varios periódicos de Quito, Guayaquil, Ambato y Machala. Fue elegido primer presidente del Colegio de Periodistas del Azuay y miembro de la Unión de Nacional de Periodistas del Ecuador, del cual fue profesor itinerante de los Núcleos de todo el país durante dos años. Fue nombrado Director de la Biblioteca Municipal, desde junio de 1984 hasta enero de 1998.
En 1975 la I. Municipalidad de Cuenca le otorgó la Presea Cultural “Fray Vicente Solano” que, el Consejo Cantonal concede el 3 de noviembre de cada año al mejor escritor cuencano. En 1981 el Gobierno Constitucional del Presidente Osvaldo Hurtado Larrea le otorgó la Condecoración al Mérito en el grado de Comendador. En octubre de 1990 se incorporó como Miembro de la Academia Ecuatoriana de la Lengua, Correspondiente de la Real Española. El 24 de junio de 1993 la I. Municipalidad de Cuenca le declaró Cronista Vitalicio de Cuenca.

## Homenaje Póstumo
Falleció el 5 de noviembre del 2000. Las cenizas del poeta Antonio Lloret Bastidas reposan en la sección de Hombres Ilustres de Cuenca, del cementerio municipal, por decisión del I. Consejo Cantonal que, el 10 de noviembre le tributó un homenaje póstumo a su memoria y acordó nominar la plazoleta del Puente Roto con el nombre de Antonio Lloret Bastidas, el Cronista Vitalicio de la ciudad.

## Principales Obras
- “Roberto Andrade, el atormentado por la libertad” (folleto biográfico, 1953)
- “Centinela del Llanto” (poemario, 1958)
- “Una Revolución y una Novela” (1959)
- “Imagen y Memoria de la Poesía”
- “Montalvo y una glosa a Las Catilinarias”
- “Romancero de la Gesta Civil” (1962)
- “El Soneto o la Eternidad de un Momento”
- “El Fuego de Prometeo” (1966)
- “Motivos de la Poesía Cuencana” (1972)
- “Un Hombre Bajo la Lluvia” (1976)
- “Cuencanerías” (1978)

## Premios y distinciones
- Premio Nacional de Poesía  (1947)[2]
- Primer Premio en el Concurso Nacional Ismael Pérez Pazmiño, promovido por diario El Universo de Guayaquil (1960)
- Medalla al Mérito Educacional de Primera Clase
- Orden Nacional al Mérito en el Grado de Comendador (1981)

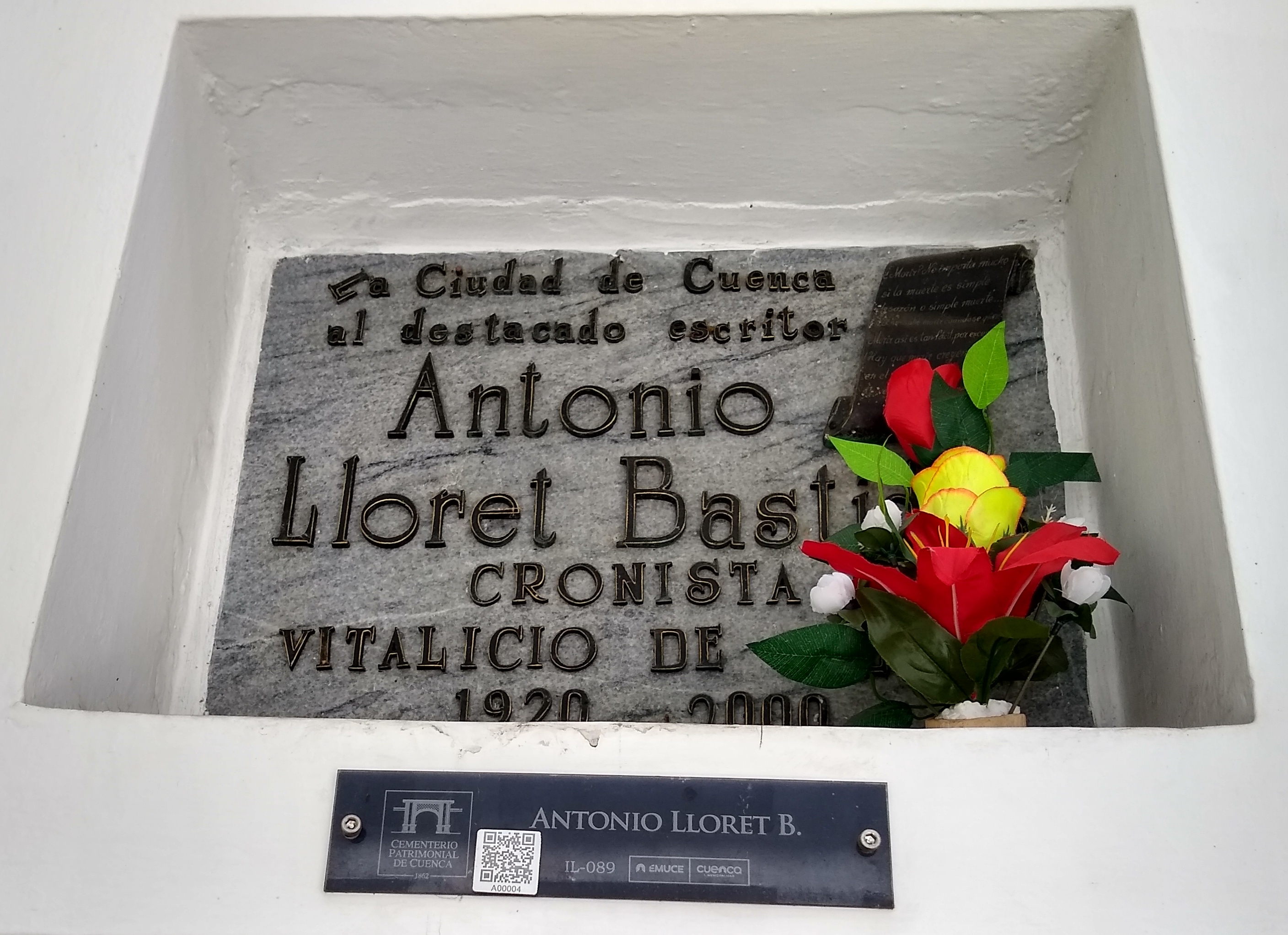
Tumba de Antonio Lloret en el Cementerio Patrimonial de Cuenca